# (32462) Janmitchener
2000 SU112 (asteroide 32462) é um asteroide da cintura principal. Possui uma excentricidade de 0.14877180 e uma inclinação de 0.89918º.
Este asteroide foi descoberto no dia 24 de setembro de 2000 por LINEAR em Socorro.